# Lou mei

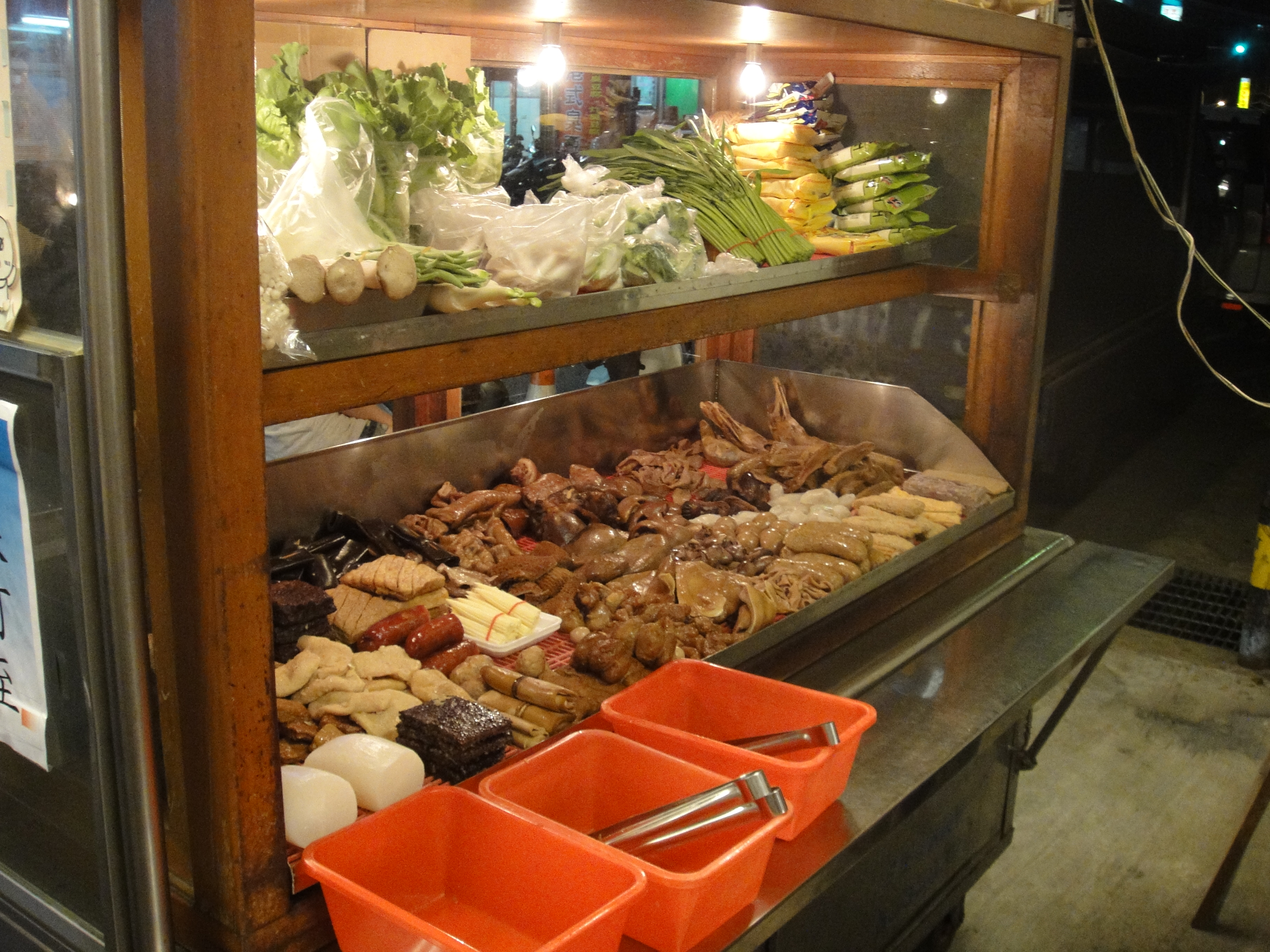
Stand de lou mei.

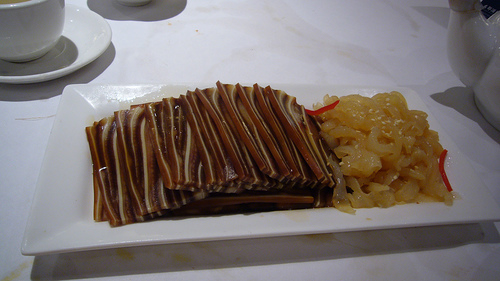
Lou mei de lamelles d'oreille de porc (à gauche) et méduse (à droite).

Lou mei (滷味) en cantonais, lu wei en mandarin, est le nom d'une préparation d'aliments divers mijotés dans une sauce lou (鹵水, 滷汁), consommée chaude ou froide, souvent accompagnée de sauce.
Le lou mei peut être à base de viande ou d'abats. Les plus courants sont au bœuf, au porc, au canard ou au poulet. Dans la version moderne taïwanaise, la viande est plus rare, il s'agit généralement de différents types de tofu, surimi, boulettes, légumes et vermicelles de soja. 
Originaire du sud de la Chine, c'est un élément central de la cuisine du Chaoshan qui est largement répandu dans le reste de la Chine, à Taïwan et dans les Chinatowns, avec de nombreuses variantes régionales. Il est souvent consommé en collation, les clients composant eux-mêmes leur plat en choisissant parmi les aliments proposés, ou servi froid en entrée ou hors-d'œuvre.

## Variétés
Les variétés communes sont à base de :
- chair de canard ou d'oie (鴨片/鵝片)
- ailes de poulet (雞翼)
- tofu (豆腐)
- oreille de porc (豬耳)
- intestins de poisson bouillis (蒸魚腸)
- intestins de poisson frits (炒魚腸)
- tripes de bœuf (牛雜)
- poitrine de bœuf (牛腩)
- gésier de canard (鴨腎)
- langue de porc (豬脷)
- sang de porc (豬血糕)
- kombu (海帶)
- tofu
- surimi
- boulettes de viande ou de poisson